# Zwanenbroedershuis
Het Zwanenbroedershuis is een monumentaal pand in de Nederlandse stad 's-Hertogenbosch.

## Geschiedenis
In 1318 werd in Den Bosch het Illustre Lieve Vrouwe Broederschap opgericht. Zij kwamen aanvankelijk samen in een kapel van de Sint-Jan. In 1484 verhuisde het gezelschap naar de Hinthamerstraat. Gijsbertus van der Poorten had daar zijn pand De Pauw aan de broederschap nagelaten. In 1535-1538 werd het gebouw in renaissancestijl verbouwd, naar ontwerp van bouwmeester Jan Darkennis. Drie eeuwen later was het pand in verval geraakt. Naar ontwerp van J.H. Laffertée werd in 1846-1847 een nieuw, neogotisch pand opgetrokken. De inrichting was deels naar ontwerp van Lambert Hezenmans.
Het onderkomen werd in de jaren 50 van de 20e eeuw gerestaureerd, waarna er vier beelden van Marius van Beek aan de gevel werden geplaatst (1962). De gestileerde mansfiguren van musschelkalksteen stellen voor: Willem van Oranje, de eerste Oranje die Zwanenbroeder werd, Gijsbertus van der Poorten, schenker van het Zwanenbroedershuis; Gerardus van Uden, oprichter van de Broederschap en graaf Floris van Egmont, die ook Zwanenbroeder was.  
Het Zwanenbroedershuis is in 1965 als rijksmonument opgenomen in het Monumentenregister. Sinds 2005 is er een museum gevestigd, dat koorboeken, altaarstukken en andere voorwerpen toont uit de geschiedenis van de Illustre Lieve Vrouwe Broederschap. Het wordt daarnaast nog steeds gebruikt voor bijeenkomsten van de leden van de broederschap.

## Beschrijving
Het gebouw heeft een witgepleisterde gevel van drie traveeën breed. Elke travee is voorzien van wimbergen tussen steunberen. De entree bevindt zich in de middelste travee, die eindigt in een fronton, bekroond door een zwaan. Op de verdieping zijn drie hoge spitsboogvensters met houten traceringen geplaatst.

## Afbeeldingen

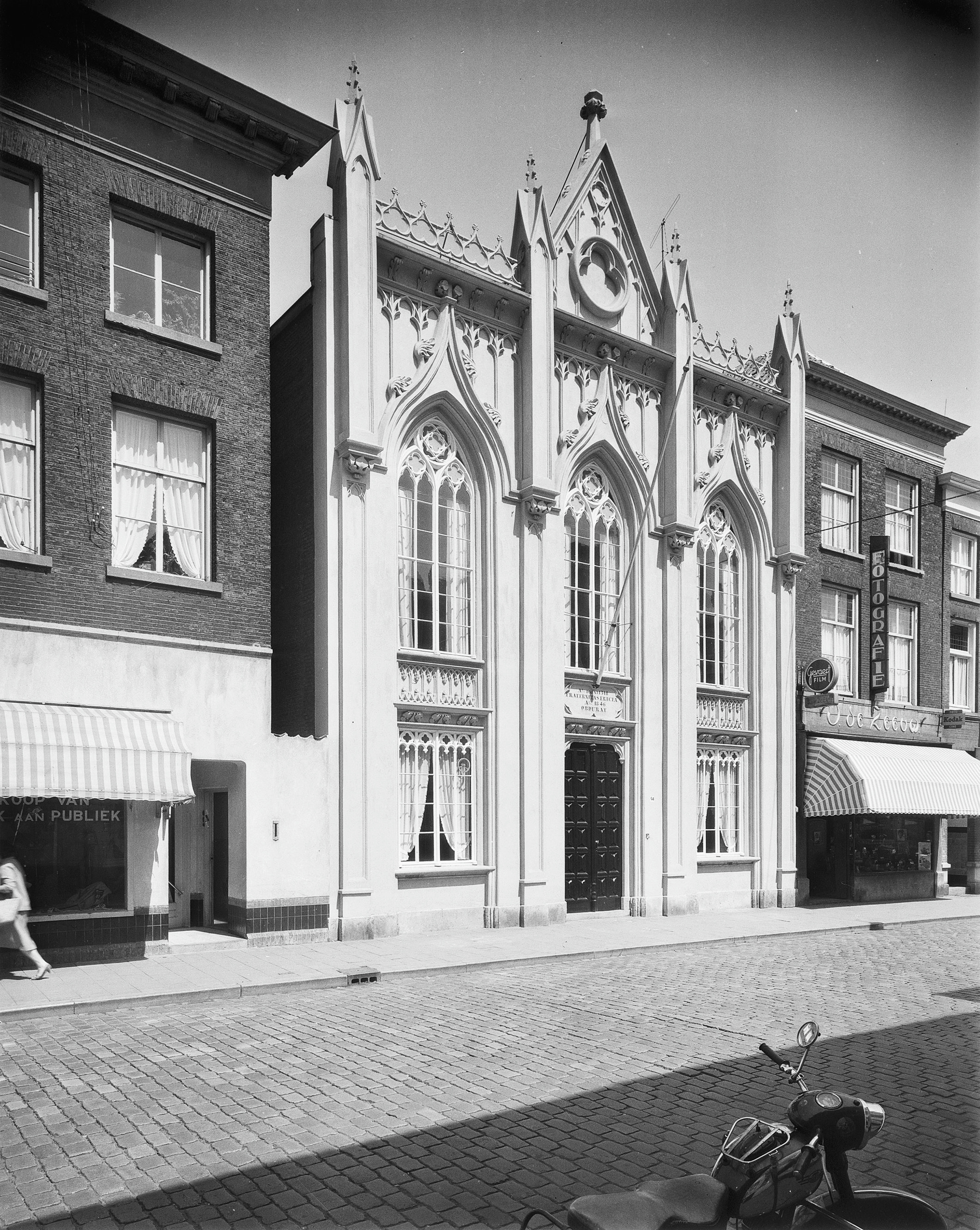
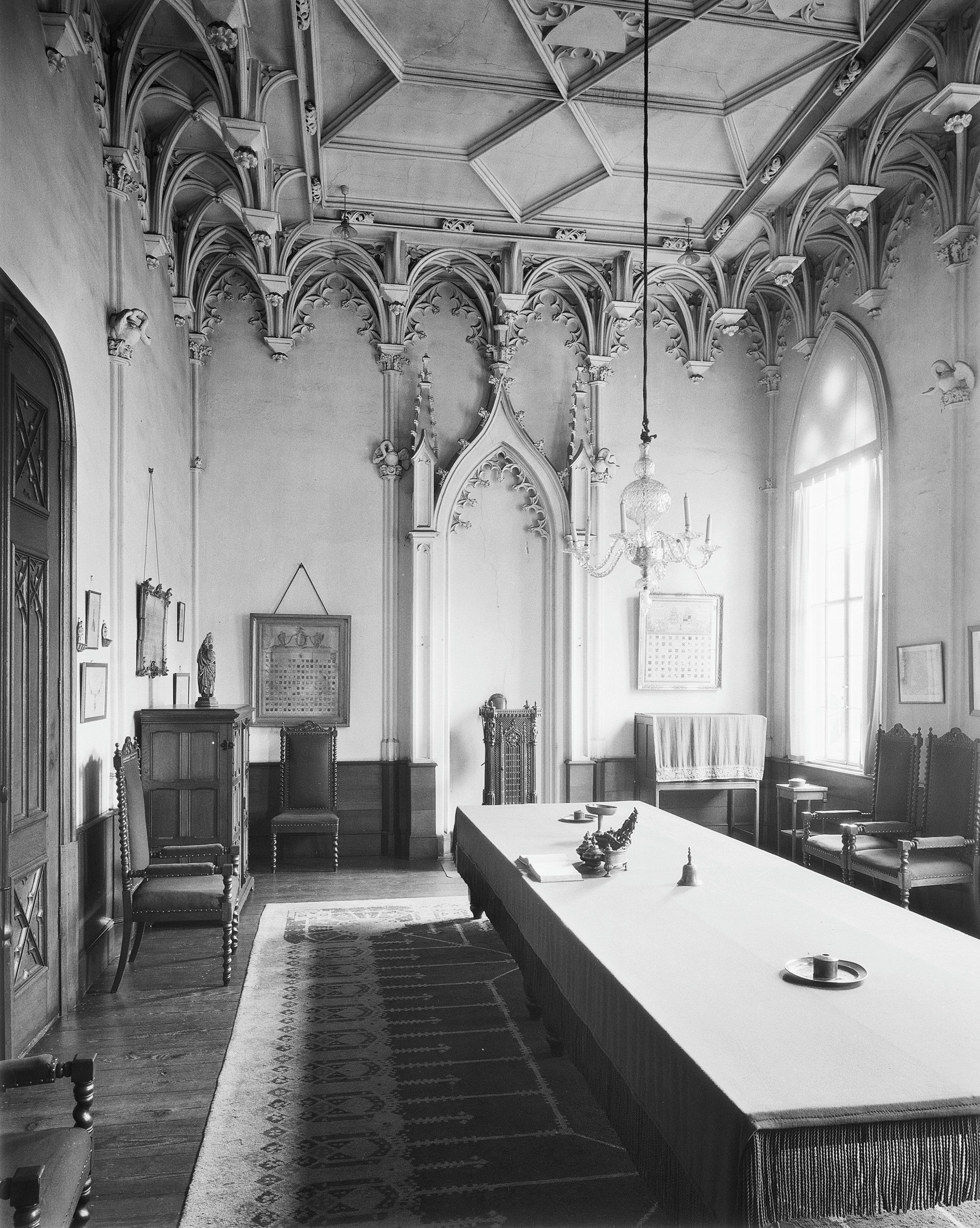
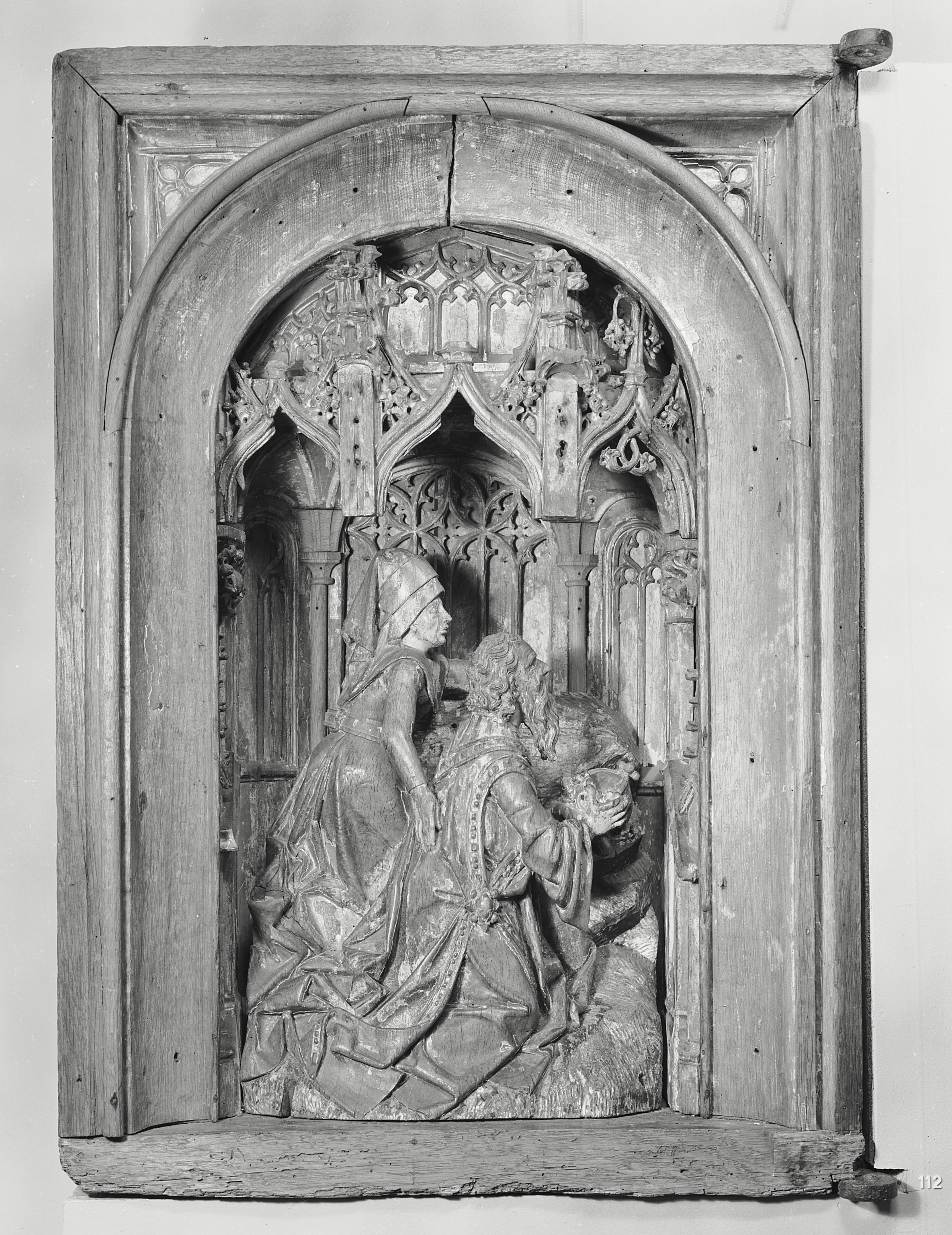
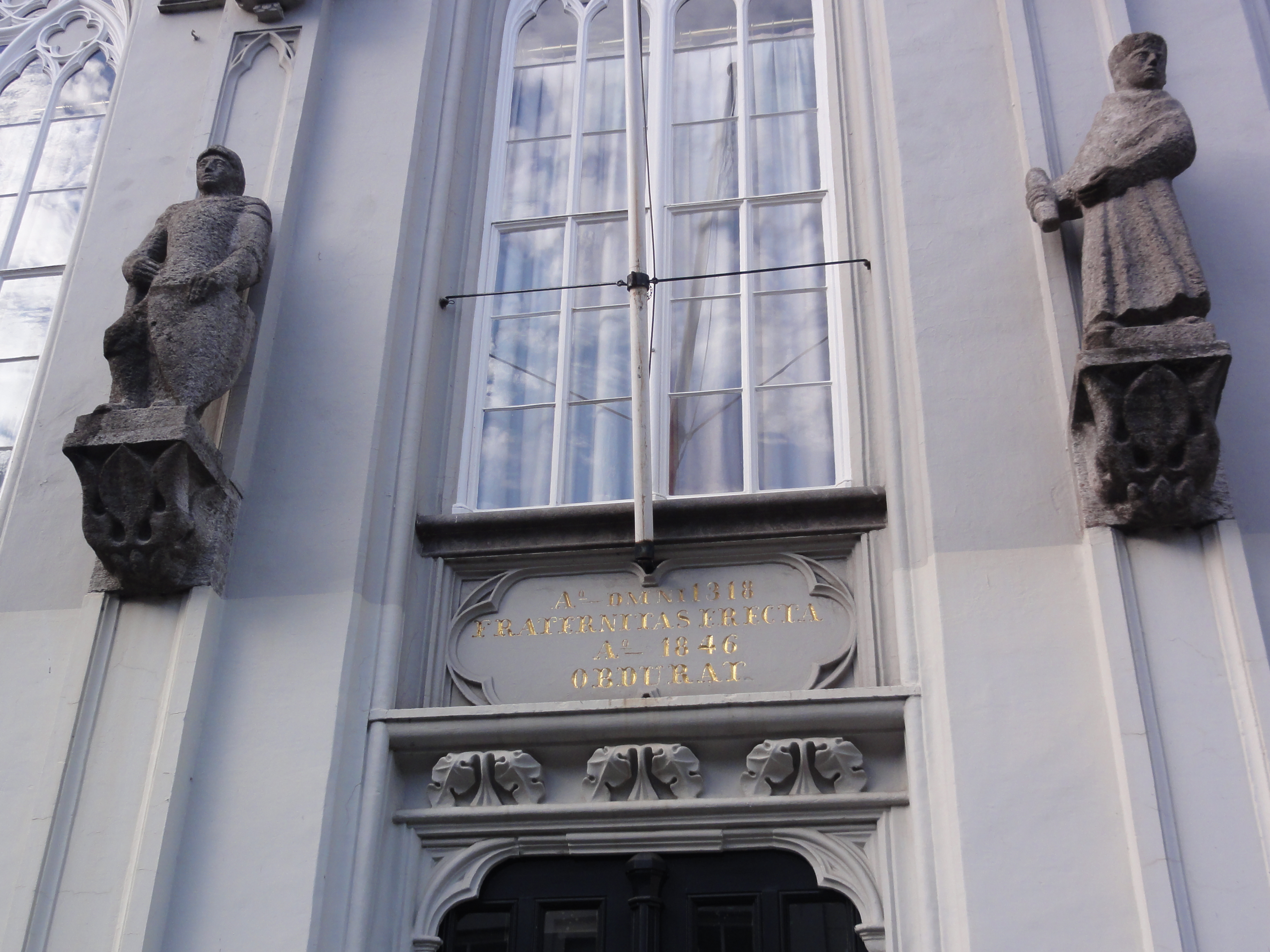
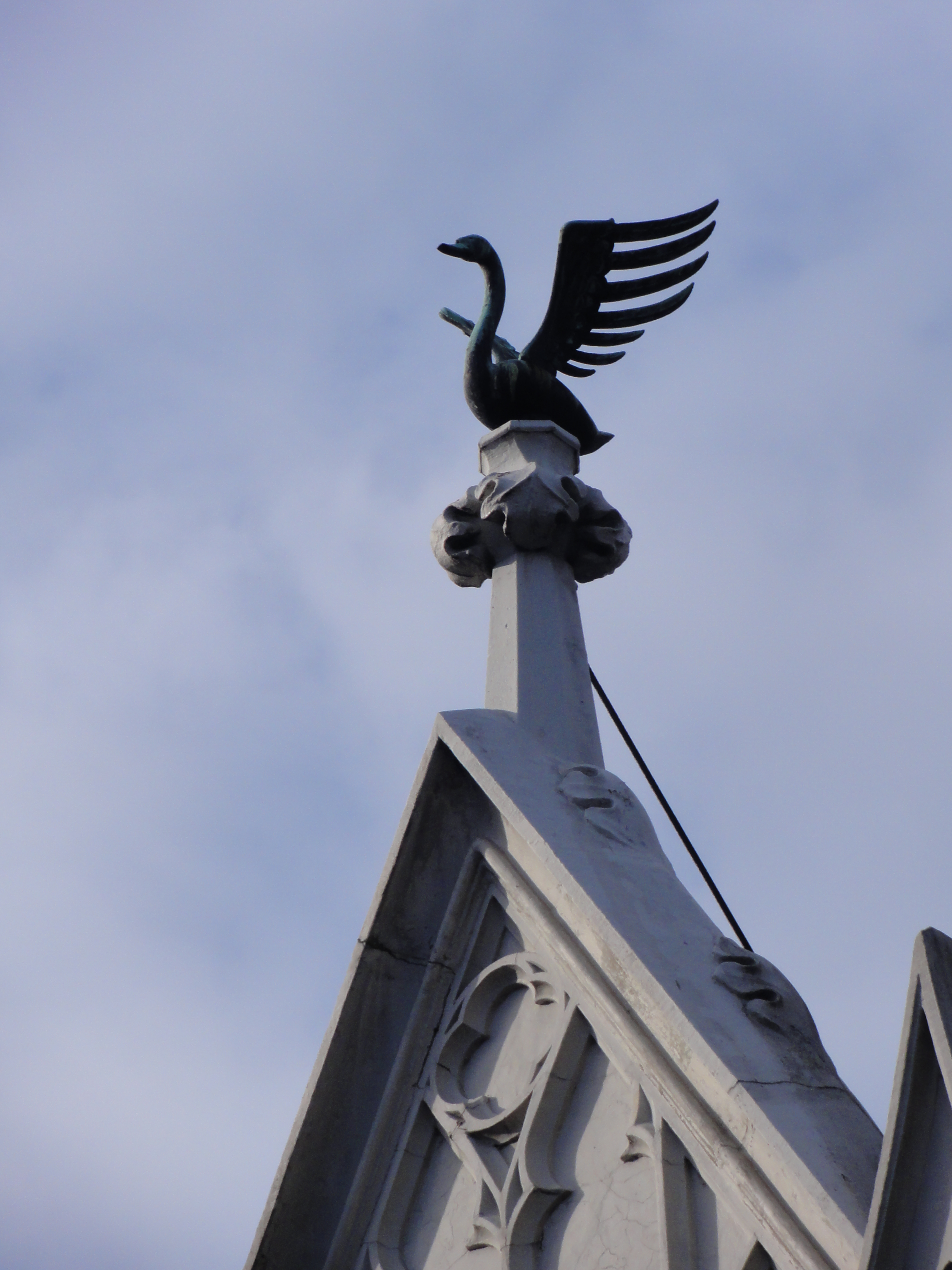